# Насирзаде, Азиз
Азиз Насирзаде (перс. عزیز نصیرزاده‎; род. 1964, Сераб, Восточный Азербайджан) — иранский военный и государственный деятель, министр обороны и поддержки Вооружённых сил (с 2024).

## Биография
Родился в 1964 году в городе Сераб, остан Восточный Азербайджан, Иран.
Военную карьеру начал в качестве лётчика-истребителя, летая на Grumman F-14 Tomcat, в качестве пилота которого участвовал в Ирано-иракской войне. После окончания войны он занимал ряд ключевых должностей в военно-воздушных силах страны, включая пост начальника штаба и исполняющего обязанности командующего войсками. В 2018 году он был назначен на пост командующего ВВС Ирана.
С 2021 по 2024 год Насирзаде занимал пост заместителя начальника штаба Вооружённых сил, а в августе 2024 года он был назначен министром обороны и поддержки Вооружённых сил Ирана.

## Взгляды
В публичном заявлении он предупредил, что «любые противоправные действия сионистского режима приведут к его собственному уничтожению», заверив, что Иран готов к любому сценарию развития событий. В августе 2023 года он заявил: «Наши нынешние и будущие поколения с нетерпением ждут возможности сразиться с сионистским режимом, стерев его с лица Земли».
В июне 2025 года, говоря о возможном провале переговоров между США и Ираном, он заявил: «Если нам навяжут конфликт, все базы США, находящиеся в пределах нашей досягаемости, будут подвергнуты незамедлительному удару».